# Павловка (Красносулинский район)
Павловка — село в Красносулинском районе Ростовской области, недалеко от границы с Украиной.
Входит в состав Киселевского сельского поселения.

## География
Хутор находится на реке Кундрючьей.

### Улицы
- ул. Бургустинская,
- ул. Кундрючья,
- ул. Московская,
- ул. Новоселовская,
- ул. Саломатина,
- ул. Северная.

## История
В 1799 году генерал Павел Дмитриевич Иловайский основал хутор, который получил название Павловка. В 1806 году в Павловке насчитывалось 8 дворов и дача, в которой летом жила хозяйка с дочерью. Сам основатель хутора Павел Иловайский оставался в Москве. О нем сохранились сведения, как про достаточно образованного и умного человека. Он говорил по-французски и любил читать книги военной тематики. Умер Иловайский от ранения, которое получил в сражении с турками при Батине, так как пулю извлечь не смогли. Среди казаков он не пользовался большой любовью, но они его уважали за его благородные качества.
В 1914 году — х. Павловско-Кундрюческий Новочеркасской станицы.
Однажды увидев территорию хутора, человек по имени Благородцев решил приобрести эти земли и выкупил и их, и хутор у Иловайской. В это время слева от реки находились земли княгини Юсуповой. Она была известна еще и как владелица каменноугольных рудников, открытых в XIX веке. В 1902 году на территории хутора основали приходское одноклассное училище. Чуть позже была основана церковь. В 1905 году Юсупова и Благородцем продали земельные участки, покупателями в этой сделке были казаки. Здание училища и школы сохранились до наших. Училище было построено в стиле дореволюционной казённой архитектуры, а внешний облик школьного здания отличался простотой. На территории хутора была построена Пантелеймоновская церковь с пятигранной апсидой. Службы в ней велись до начала Великой Отечественной войны, затем были продолжены в 1943 году. В 1961 году церковь закрыли, купола сняли, и храм стал колхозным складом. В 1995 году храм стали возрождать. У сооружения солидный возраст, но он не числится в списках охраняемых памятников архитектуры. Добраться до села Павловка раньше можно было из Красного Сулина, но потом рейс был отменен.

## Население
| 2010 |
| ---- |
| 277  |

### Известные люди
В селе похоронен Соломатин, Алексей Фролович — Герой Советского Союза.